# Felix Tretter
Felix Tretter (Villach, 1949) è uno psicologo e psichiatra austriaco.
Dal 1992 al 2014 è stato a capo del dipartimento per le dipendenze dell'Isar-Amper-Klinikum München-Ost, precedentemente noto come Bezirkskrankenhaus Haar, Baviera, Germania. Il suo lavoro scientifico si concentra sulla modellazione di scenari psicofisici nella schizofrenia e nella ricerca sulle dipendenze con i metodi della scienza dei sistemi.

## Biografia
Felix Tretter si è laureato in filosofia, psicologia, medicina, statistica, sociologia ed economia presso le università di Vienna e Monaco. Successivamente, ha lavorato come studioso presso l'Istituto Max-Planck per la psichiatria di Monaco. Dopo aver conseguito i titoli di Dr. phil., Dr. med. e Dr. rer. pol. ha conseguito la qualifica di professore di psicologia clinica presso l'Università Ludwig Maximilian di Monaco. Inoltre, ha partecipato per diversi anni alla costituzione della medicina ambientale in Germania.
Con la certificazione di neurologia, psichiatria e psicoterapia, è stato nominato responsabile del reparto dipendenze del Bezirkskrankenhaus Haar, un ospedale psichiatrico terziario nella zona est di Monaco. Ha ricoperto questo incarico fino al suo pensionamento nel 2014.
Felix Tretter è vicedirettore dell'Accademia bavarese per le dipendenze e le questioni sanitarie (Bayerische Akademie für Sucht- und Gesundheitsfragen). Dal 2015 è borsista presso il Bertalanffy Center for the Study of Systems Science (BCSSS) di Vienna.

## Lavoro scientifico
Tretter ha scritto articoli di ricerca, articoli di revisione e libri. L'obiettivo principale del suo lavoro scientifico è la descrizione matematica dei meccanismi neuropsicologici nell'evoluzione della schizofrenia e della dipendenza. Mira a descrivere i problemi psicosociali da una prospettiva cibernetica,  sistemica ed ecologica. Ulteriori pubblicazioni di Tretter includono biologia dei sistemi e teoria della medicina
.

## Pubblicazioni selezionate

### Libri
- Tretter, F. Ökologie der Sucht. Hogrefe Verlag 1998. ISBN 3801710130
- Tretter, F. Systemtheorie im klinischen Kontext. Pabst, Lengerich 2005 ISBN 3899671821
- Tretter, F. Ökologie der Person. Pabst, Lengerich 2008, ISBN 9783899674323
- Tretter, F., Grünhut, C. Ist das Gehirn der Geist? Grundfragen der Neurophysiologie. Hogrefe, Göttingen, 2010. ISBN 3801722767
- Tretter, F. Sucht. Gehirn. Gesellschaft. Medizinisch Wissenchaftliche Verlagsgesellschaft, Berlin 2016. ISBN 9783954662906
- Tretter, F. (Editor) Suchtmedizin kompakt. Schattauer, Stuttgart 2008, 2012 und 2017. ISBN 9783794531622.
- Tretter, F., Winterer, G., (Editor), Gebicke-Haerter, P. J., Mendoza, E. R. (Editors) Systems Biology in Psychiatric Research: From High-Throughput Data to Mathematical Modeling. Wiley-Blackwell 2010 ISBN 978-3-527-32503-0

### Articoli di ricerca selezionati e articoli di revisione
- W Bender, M Albus, HJ Möller e F Tretter, Towards systemic theories in biological psychiatry, in Pharmacopsychiatry, vol. 39, Suppl 1, Feb 2006,  pp. S4–9, DOI:10.1055/s-2006-931482, PMID 16508889.
- F Tretter e J Scherer, Schizophrenia, neurobiology and the methodology of systemic modeling, in Pharmacopsychiatry, vol. 39, Suppl 1, Feb 2006,  pp. S26–35, DOI:10.1055/s-2006-931486, PMID 16508893.
- F Tretter, PJ Gebicke-Haerter, M Albus, U an der Heiden e H Schwegler, Systems biology and addiction, in Pharmacopsychiatry, vol. 42, Suppl 1, maggio 2009,  pp. S11–31, DOI:10.1055/s-0029-1220699, PMID 19434548.
- F Tretter e PJ Gebicke-Haerter, Philosophy of neuroscience and options of systems science, in Pharmacopsychiatry, vol. 42, Suppl 1, maggio 2009,  pp. S2–S10, DOI:10.1055/s-0029-1215598, PMID 19434553.
- F Tretter, D Rujescu, O Pogarell e E Mendoza, Systems biology of the synapse, in Pharmacopsychiatry, vol. 43, Suppl 1, maggio 2010,  p. S1, DOI:10.1055/s-0030-1253386, PMID 20480443.
- F Tretter, PJ Gebicke-Haerter, U an der Heiden, D Rujescu, HW Mewes e CW Turck, Affective disorders as complex dynamic diseases—a perspective from systems biology, in Pharmacopsychiatry, vol. 44, Suppl 1, maggio 2011,  pp. S2–8, DOI:10.1055/s-0031-1275278, PMID 21544742.
- B Kotchoubey, F Tretter, HA Braun, T Buchheim, A Draguhn, T Fuchs, F Hasler, H Hastedt, T Hinterberger, G Northoff, I Rentschler, S Schleim, S Sellmaier, Elst L Tebartz Van e W Tschacher, Methodological Problems on the Way to Integrative Human Neuroscience, in Front Integr Neurosci, vol. 10, Nov 2016,  p. 41, DOI:10.3389/fnint.2016.00041, PMC 5126073, PMID 27965548.
- F Tretter e J Scherer, Schizophrenia, neurobiology and the methodology of systemic modeling, in Pharmacopsychiatry, vol. 39, Suppl 1, Feb 2006,  pp. S26–35, DOI:10.1055/s-2006-931486, PMID 16508893.
- F Tretter e H Löffler-Stastka, Steps Toward an Integrative Clinical Systems Psychology, in Front Psychol, vol. 9, Sep 2018,  p. 1616, DOI:10.3389/fpsyg.2018.01616, PMC 6157403, PMID 30283371.
- Z Qi, F Tretter e EO Voit, A heuristic model of alcohol dependence, in PLOS ONE, vol. 9, n. 3, Mar 2014,  p. e92221, Bibcode:2014PLoSO...992221Q, DOI:10.1371/journal.pone.0092221, PMC 3962390, PMID 24658530.